# Yohio
Йохио (YOHIO), настоящее имя Кевин Риен (швед. Kevin Johio Lucas Rehn Eires; 12 июля 1995, Стокгольм ) — шведский артист. Певец, гитарист, автор песен, актёр, продюсер. Участник и финалист Melodifestivalen 2013 и Melodifestivalen 2014.

## Биография
Родился в музыкальной семье: его отец Томми Риен играл в группах «Moahni Moahna» и «Angtoria», дядя Крис Риен — участник группы «Takida», а дед Ян-Эрик Риен, в 1960-х годах играл в поп-группе «The Panthers».
Ещё в детском возрасте Йохио научился игре на фортепиано. С 6 лет начал сочинять собственные произведения. Когда ему было 11, он стал учиться играть на гитаре. Впервые интерес к Японии у Йохио проявился в 10 лет после просмотра аниме. Он стал увлекаться страной, её историей, в 2009 году завел себе аккаунт на Амебе, стал читать твиттер и блоги японских знаменитостей, активно изучать японский язык. Кроме того, среди своих любимых исполнителей Йохио упоминает таких культовых японских музыкантов, как Malice Mizer, Syu из Galneryus, и Хизаки из Versailles. С последним он даже уже успел познакомиться и подружиться.
Родители назвали его Johio в честь главного героя оперы  Tranfjädrarna. Но имя героя оперы было записано как Yohio. Артист изменил написание первой буквы, и взял его в качестве сценического.
C 14 лет некоторое время был гитаристом группы Seremedy, игравшей в жанре Visual Kei. Будучи ее участником, в 2010 году выступил в Москве. Спустя два года покинул группу, решив начать сольную карьеру. Его дебютным альбомом стал полностью японоязычный релиз «Reach the Sky», в поддержку которого певец совершил успешный мини-тур по Японии.
В 2013 году Йохио принял участие в шведском песенном конкурсе Melodifestivalen, на котором по совместительству определяется представитель Швеции на Евровидении, и занял 2-е место, уступив Робину Шернбергу. При этом Yohio оглашал голоса телезрителей и жюри Швеции на Евровидение-2013. Повторно участвовал в конкурсе в следующем году, но занял лишь шестое место.
В 2014 году вернулся в состав уже распавшейся к тому моменту Seremedy, ради прощального концерта группы.
В 16-летнем возрасте основал свой лейбл KEIOS ENTERTAINMENT.
В том же году анонсировал создание visual-kei коллектива под названием Disreign. Так же является вокалистом группы  Awoken by silence (участники те же, но Disreign исполняют песни на японском, а Awoken by silence  исполняют песни только на английском. Музыкальный стиль групп также немного отличается). С 2014 года Йохио пробовал себя в качестве актёра, исполнив одну из ролей в шведском сериале Jordskott (Тайны Сильверхейда- роль - Линус), а также играл в театре (мюзикл "Белоснежка" , роль - Принц).
В 2013 году озвучил Vocaloid - YOHIOloid.  Ожидалось, что он будет выпущен в начале мая 2013 года, но из-за технических проблем дата релиза была отложена. Новая дата релиза была назначена на 10 сентября 2013 года.YOHIOloid поёт на английском и на японском языке.
Является продюсером таких артистов и групп, как Ithara, Mitsugi, Disreign, Awoken by silence, Yohio. (keios entertainment)
Активно ведёт влог и подкасты в youtube. Создал проект PrimelyPositivе.
27 ноября 2020 выпущен третий студийный альбом, который называется  "A Pretty Picture in a Most Disturbing Way".

## Видеография
| Год  | Песня                      | Режиссёр       | Примечание                             |
| ---- | -------------------------- | -------------- | -------------------------------------- |
| 2012 | Sky limit                  |                |                                        |
| 2012 | Our story                  | Yousef Bilal   |                                        |
| 2013 | Revolution (JP version)    |                |                                        |
| 2013 | Heartbreak Hotel           | Yousef Bilal   | Съемки клипа проходили в Токио, Япония |
| 2018 | Merry Go Round             | Magnus Ekström |                                        |
| 2019 | My nocturnal serenade      | Magnus Ekström |                                        |
| 2019 | Defeating a devil a day    | Magnus Ekström |                                        |
| 2020 | Oh my ...polcadot politics | Magnus Ekström |                                        |
| 2020 | Daydreams                  | Magnus Ekström |                                        |
| 2020 | Opera #2                   | Magnus Ekström | cover song / Vitas                     |
| 2021 | Undo                       | Magnus Ekström |                                        |

## Дискография
- 25 апреля 2012 — мини-альбом «REACH the SKY»[2]
- 27 марта 2013 — альбом «Break the Border»[3]
- 19 марта 2014 — альбом «Together We Stand Alone»[4]
- 27 ноября 2015 — Snöängelns rike
- 27 ноября 2020 --- "A Pretty Picture in a Most Disturbing Way"

## Синглы
- 2012 — REACH (REACH the SKY)
- 2012 — SKY☆LiMiT (REACH the SKY)
- 2012 — Frantic Elegance (REACH the SKY)
- 2012 — Dawn of Dreams (REACH the SKY)
- 2012 — Without Wings (REACH the SKY)
- 2012 — Angel’s Waltz (REACH the SKY)
- 2013 — Beginning of the End (BREAK theBORDER)
- 2013 — My Murderous Urge (BREAK theBORDER)
- 2013 — Revolution (BREAK theBORDER)
- 2013 — Heartbreak Hotel (BREAK theBORDER)
- 2012 — Our Story (BREAK theBORDER)
- 2013 — Sakura falling (BREAK theBORDER)
- 2013 — Innocence (BREAK theBORDER)
- 2013 — On the Verge (BREAK theBORDER)
- 2013 — Rain (A scene drenched in rain) BREAK theBORDER)
- 2013 — Timescape (BREAK theBORDER)
- 2013 — Aggressive Beauty (BREAK theBORDER)
- 2013 — Break the Border (BREAK theBORDER)
- 2013 — Last Kiss (BREAK theBORDER)
- 2013 — Himlen är oskyldigt blå (BREAK theBORDER)
- 2014 — Prophet in Disguise (Together We Stand Alone)
- 2014 — Don’t Let Go (Together We Stand Alone)
- 2014 — Rocket (Together We Stand Alone)
- 2014 — To the End (Together We Stand Alone)
- 2014 — Before I Fade Away (Together We Stand Alone)
- 2014 — Together We Stand Alone (Together We Stand Alone)
- 2014 — Shattered Dreams of a Broken Nation (Together We Stand Alone)
- 2014 — You’re The One (Together We Stand Alone)
- 2014 — Welcome To The City (Together We Stand Alone)
- 2014 — Invidia (Together We Stand Alone)
- 2014 — I Norrländska Skogars Dvala (Together We Stand Alone)
- 2014 — Let the Rain Fall Down (Together We Stand Alone)
- 2017 — 夏の終わりの約束
- 2018 — Tick Tack (Genius)
- 2018 — Merry Go Round
- 2019 — My Nocturnal Serenade
- 2019 — defeating a devil a day
- 2020 —  Oh My... Polkadot Politics
- 2020 — Daydreams
- 2020 --- Opera#2
- 2023 - Destiny

## Фильмография
| Год  | Название на русском | Оригинальное название | Роль  |
| ---- | ------------------- | --------------------- | ----- |
| 2015 | Тайны Сильверхёйда  | Jordskott             | Линус |